# صلاح الدين حمادي
صلاح الدين حمادي هو لاعب شطرنجٍ تونس، يحمل لقب «أستاذ دولي في الشطرنج» منذ عام 1982.

## مسيرة الشطرنج
تركزت فترةُ نشاط صلاح الدين حمادي من أواخر سبعينيات القرن العشرين حتى أواخر تسعينياته، وكان أحد أبرز لاعبي الشطرنج التونسيين، بعد سليم بوعزيز.
شارك صلاح الدين حمادي مرتين في البطولات بين المناطق في بطولة العالم للشطرنج:
- في عام 1985[الإنجليزية]، احتل المركز السابع عشر في تونس.[3]
- في عام 1990[الإنجليزية]، تقاسم المركزين الستين والثاني والستين في مانيلا.[4]

مثّل صلاح الدين حمادي المنتخب التونسي في بطولات الشطرنج الجماعية الكبرى، حيث شارك في أولمبياد الشطرنج ثماني مرات (1978-1980، 1984-1986، 1990-1996)؛ وشارك في بطولة العالم لفرق الشطرنج عام 1985، وشارك في بطولة إفريقيا لفرق الشطرنج مرتين (1993 و1997) وفاز بالميدالية الذهبية الفردية (1993). حصل صلاح الدين حمادي على لقب أستاذ دولي في الشطرنج (IM) عام 1982.

## روابط خارجية
- صلاح الدين حمادي على موقع الاتحاد الدولي للشطرنج (الإنجليزية)
- صلاح الدين حمادي على موقع مباريات الشطرنج (الإنجليزية)
- صلاح الدين حمادي على موقع 365Chess.com (الإنجليزية)
- صلاح الدين حمادي على موقع Chesstempo.com (الإنجليزية)
- صلاح الدين حمادي سجل أولمبياد الشطرنج على موقع OlimpBase.org (الإنجليزية)